# Timplan
Timplanen är en del av styrdokumenten för det svenska skolväsendet.
Timplanen reglerar hur mycket undervisning en elev minst skall ha rätt till i varje ämne i grundskolan. Timplanen ingår som en bilaga till skollagen och fastställs av riksdagen.

## Fördelning av tid per ämne i grundskolan

### Ämnen
| Ämne                      | Timmar |       |
| ------------------------- | ------ | ----- |
| Bild                      | 230    | [ 1 ] |
| Hem- och konsumentkunskap | 118    | [ 1 ] |
| Idrott och hälsa          | 500    | [ 1 ] |
| Musik                     | 230    | [ 1 ] |
| Slöjd                     | 330    | [ 1 ] |
| Svenska                   | 1 490  | [ 1 ] |
| Engelska                  | 480    | [ 1 ] |
| Matematik                 | 900    | [ 1 ] |
| Geografi                  | 885    | [ 1 ] |
| Historia                  |        | [ 1 ] |
| Religionskunskap          |        | [ 1 ] |
| Samhällskunskap           |        | [ 1 ] |
| Biologi                   | 800    | [ 1 ] |
| Fysik                     |        | [ 1 ] |
| Kemi                      |        | [ 1 ] |
| Teknik                    |        | [ 1 ] |
| Språkval                  | 320    | [ 1 ] |
| Elevens val               | 382    | [ 1 ] |
| Totalt garanterat         | 6 665  | [ 1 ] |
| Varav skolans val         | 600    | [ 1 ] |